# مذبحة سيتانغا 2022
في 12 يونيو، قُتل ما لا يقل عن 100 مدني في مذبحة على يد جهاديين مشتبه بهم في قرية سيتنجا، الواقعة في مقاطعة تحمل الاسم نفسه في محافظة سينو، بوركينا فاسو.